# Kypello Kyprou 2003-2004
La Kypello Kyprou 2003-2004 fu la 62ª edizione della coppa nazionale cipriota. Vide la vittoria finale dell'AEK Larnaca, che così conquistò il suo primo titolo.

## Formula
I primi due turni sono stati su gara unica e vedevano schierate solo 40 squadre delle categorie inferiori (dalla Seconda Divisione in giù). A partire dal terzo turno entrarono in gioco 6 squadre di Divisione A (le tre neo promosse e le classificate dalla sestultima alla quartultima nella stagione precedente) e il turno era disputato su partite di andata e ritorno.
Il quarto turno era invece costituito da quattro gironi da quattro squadre (le 8 squadre promosse dal turno precedente e le formazioni che si erano classificate ai primi 8 posti di Divisione A nella stagione precedente); gli incontri previsti erano 6 per ogni squadra (i classici turni di andata e ritorno), con i tre punti a vittoria le prime due di ogni girone promosse ai quarti.
Infine quarti e semifinali erano su gare di andata e ritorno; in particolare nei quarti si affrontarono le prime di ogni girone contro le seconde (incrociando il girone A con il B ed il C con il D, con ritorno in casa della prima classificata). Come da tradizione, la finale si giocò in partita unica il 23 maggio 2004.

## Risultati della prima fase

### Primo turno
| Squadra 1              | Risultato       | Squadra 2                      |
| ---------------------- | --------------- | ------------------------------ |
| APOP Kinyras           | 8 - 1           | AOL/Omonia Lakatamias          |
| Sourouklis Troullon    | 2 - 3 (dts)     | MEAP Nīsou                     |
| Anagennisi Germasoyias | 2 - 1           | Akritas Chlōrakas              |
| Olympos Xylophagou     | 6 - 3(dts)      | Evagoras Ay. Trimithias        |
| Īraklīs Gerolakkou     | 0 - 4           | ASIL Lysī                      |
| ATE PEK Ergaton        | 2 - 1           | Ellinismos Akakiou             |
| Nea Salamis            | 8 - 1           | Anagennisi Lythrodonta         |
| PAEEK Kerynias         | 3 - 2           | EN ThOΪ Lakatamia              |
| Ethnikos Latsion       | 1 - 5           | Ermīs Aradippou                |
| Adonis Idalion         | 2 - 1           | AEK Achilleas Ayiou Theraponta |
| Apollon Limpia         | 0 - 1           | SEK Agiou Athanasiou           |
| Alkī Larnaca           | 6 - 1           | Elpida Xylophagou              |
| Ethnikos Latsion       | 1 - 5           | Ermīs Aradippou                |
| ENAD Polis Chrysochous | 4 - 4 (3-1 dcr) | Frenaros FC 2000               |
| Ahironas Liopetriou    | 5 - 1           | A.E. Mesogis                   |
| Elia Lythrodonta       | 1 - 2           | AEZ Zakakiou                   |
| Omonia Aradippou       | 2 - 2 (4-3 dcr) | Enosi Kokkinotrimithias        |
| Ethnikos Assia         | 4 - 1           | Agia Napa                      |
| Orpheas Nicosia        | 1 - 4           | APEP Pitsilia                  |
| Arīs Limassol          | 4 - 2           | AEK Kythreas                   |

### Secondo turno
| Squadra 1           | Risultato | Squadra 2              |
| ------------------- | --------- | ---------------------- |
| Ermīs Aradippou     | 1 - 0     | Ethnikos Assia         |
| ATE PEK Ergaton     | 0 - 4     | MEAP Nīsou             |
| Adonis Idalion      | 2 - 5     | APOP Kinyras           |
| Ahironas Liopetriou | 0 - 3     | Anagennisi Germasoyias |
| Nea Salamis         | 8 - 0     | APEP Pitsilia          |
| AEZ Zakakiou        | 2 - 0     | PAEEK Kerynias         |
| Alkī Larnaca        | 3 - 0     | ENAD Polis Chrysochous |
| Arīs Limassol       | 1 - 0     | Chalkanoras Idaliou    |
| ASIL Lysī           | 3 - 1     | SEK Agiou Athanasiou   |
| Omonia Aradippou    | 3 - 2     | Olympos Xylophagou     |

### Terzo turno
| Squadra 1              | Totale      | Squadra 2           | Andata | Ritorno |
| ---------------------- | ----------- | ------------------- | ------ | ------- |
| Digenīs Morphou        | 1 - 2       | Apollōn Limassol    | 0 - 1  | 1 - 1   |
| Arīs Limassol          | 3 - 3 (gfc) | Nea Salamis         | 2 - 2  | 1 - 1   |
| EN Paralimni           | 8 - 0       | MEAP Nīsou          | 6 - 0  | 2 - 0   |
| Anagennisi Germasoyias | 1 - 1       | Ermīs Aradippou     | 1 - 1  | 0 - 7   |
| Onīsilos Sōtīra        | 1 - 0       | APOP Kinyras        | 0 - 0  | 1 - 0   |
| AEZ Zakakiou           | 2 - 6       | Anagennīsī Deryneia | 2 - 1  | 0 - 5   |
| Alkī Larnaca           | 4 - 2       | Omonia Aradippou    | 2 - 1  | 2 - 1   |
| Doxa Katōkopias        | 4 - 4 (gfc) | ASIL Lysī           | 1 - 1  | 3 - 3   |

## Classifiche e risultati della fase a gironi

### Girone A

#### Classifica Girone A
|   | Classifica finale del Girone A | G | V | N | P | GF | GS | DR | Punti |
| - | ------------------------------ | - | - | - | - | -- | -- | -- | ----- |
| 1 | AEK Larnaca                    | 6 | 4 | 2 | 0 | 10 | 4  | +6 | 14    |
| 2 | Anorthōsis                     | 6 | 3 | 2 | 1 | 8  | 6  | +2 | 11    |
| 3 | Nea Salamis                    | 6 | 1 | 2 | 3 | 9  | 8  | +1 | 5     |
| 4 | Anagennīsī Deryneia            | 6 | 1 | 0 | 5 | 8  | 17 | -9 | 3     |

G = Partite giocate; V = Vittorie; N = Nulle/Pareggi; P = Perse; GF = Goal fatti; GS = Goal subiti; DR = Differenza reti.

#### Risultati del Girone A
|                     | AEK  | Ana  | Ano  | NSa  |
| ------------------- | ---- | ---- | ---- | ---- |
| AEK Larnaca         | –––– | 2-1  | 2-0  | 1-0  |
| Anagennisi Deryneia | 0-2  | –––– | 2-4  | 2-1  |
| Anorthosis          | 1-1  | 2-1  | –––– | 1-0  |
| Nea Salamina        | 2-2  | 6-2  | 0-0  | –––– |

### Girone B

#### Classifica Girone B
|   | Classifica finale del Girone B | G | V | N | P | GF | GS | DR | Punti |
| - | ------------------------------ | - | - | - | - | -- | -- | -- | ----- |
| 1 | APOEL                          | 6 | 4 | 1 | 1 | 12 | 5  | +7 | 13    |
| 2 | Apollōn Limassol               | 6 | 4 | 0 | 2 | 7  | 5  | +2 | 12    |
| 3 | EN Paralimni                   | 6 | 2 | 2 | 2 | 6  | 7  | -1 | 8     |
| 4 | AEP Paphos                     | 6 | 0 | 1 | 5 | 5  | 13 | -8 | 1     |

G = Partite giocate; V = Vittorie; N = Nulle/Pareggi; P = Perse; GF = Goal fatti; GS = Goal subiti; DR = Differenza reti.

#### Risultati del Girone B
|                  | AEP  | APN  | ApL  | EnP  |
| ---------------- | ---- | ---- | ---- | ---- |
| AEP Paphos       | –––– | 1-3  | 1-2  | 1-1  |
| APOEL Nicosia    | 3-0  | –––– | 0-1  | 2-0  |
| Apollon Limassol | 2-1  | 1-2  | –––– | 1-0  |
| Enosis Paralimni | 2-1  | 2-2  | 1-0  | –––– |

### Girone C

#### Classifica Girone C
|   | Classifica finale del Girone C | G | V | N | P | GF | GS | DR  | Punti |
| - | ------------------------------ | - | - | - | - | -- | -- | --- | ----- |
| 1 | Omonia                         | 6 | 6 | 0 | 0 | 20 | 5  | +15 | 18    |
| 2 | Ethnikos Achnas                | 6 | 4 | 0 | 2 | 13 | 7  | +6  | 12    |
| 3 | ASIL Lysī                      | 6 | 2 | 0 | 4 | 9  | 15 | -6  | 6     |
| 4 | Alkī Larnaca                   | 6 | 0 | 0 | 6 | 4  | 19 | -15 | 0     |

G = Partite giocate; V = Vittorie; N = Nulle/Pareggi; P = Perse; GF = Goal fatti; GS = Goal subiti; DR = Differenza reti.

#### Risultati del Girone C
|                 | AlL  | ASL  | EAc  | Omo  |
| --------------- | ---- | ---- | ---- | ---- |
| Alki Larnaca    | –––– | 0-3  | 1-2  | 1-4  |
| ASIL Lysi       | 3-1  | –––– | 1-2  | 1-2  |
| Ethnikos Achnas | 2-0  | 5-1  | –––– | 2-3  |
| Omonia          | 5-1  | 5-0  | 1-0  | –––– |

### Girone D

#### Classifica Girone D
|   | Classifica finale del Girone D | G | V | N | P | GF | GS | DR  | Punti |
| - | ------------------------------ | - | - | - | - | -- | -- | --- | ----- |
| 1 | Olympiakos Nicosia             | 6 | 4 | 2 | 0 | 16 | 4  | +6  | 14    |
| 2 | AEK Larnaca                    | 6 | 3 | 3 | 0 | 8  | 3  | +5  | 12    |
| 3 | Onīsilos Sōtīra                | 6 | 1 | 2 | 3 | 10 | 14 | -4  | 5     |
| 4 | Ermīs Aradippou                | 6 | 0 | 1 | 5 | 7  | 20 | -13 | 1     |

G = Partite giocate; V = Vittorie; N = Nulle/Pareggi; P = Perse; GF = Goal fatti; GS = Goal subiti; DR = Differenza reti.

#### Risultati del Girone D
|                    | AEK  | ErA  | OlN  | OnS  |
| ------------------ | ---- | ---- | ---- | ---- |
| AEK Larnaca        | –––– | 2-1  | 0-0  | 2-0  |
| Ermis Aradippou    | 0-2  | –––– | 0-5  | 3-3  |
| Olympiakos Nicosia | 1-1  | 3-2  | –––– | 4-0  |
| Onisillos Sotira   | 1-1  | 5-1  | 1-3  | –––– |

## Risultati della fase finale

### Tabellone dei quarti
|  | Quarti di finale   | Quarti di finale   | Quarti di finale | Quarti di finale | Quarti di finale |  |  | Semifinali         | Semifinali         | Semifinali   | Semifinali   | Semifinali |  |  | Finale      | Finale      | Finale |  |
|  |                    |                    |                  |                  |                  |  |  |                    |                    |              |              |            |  |  |             |             |        |  |
|  | AEK Larnaca        | AEK Larnaca        | 3                | 2                | 5                |  |  |                    |                    |              |              |            |  |  |             |             |        |  |
|  | Omonia             | Omonia             | 3                | 1                | 4                |  |  | AEK Larnaca (gfc)  | AEK Larnaca (gfc)  | 1            | 1            | 2          |  |  |             |             |        |  |
|  | Ethnikos Achnas    | Ethnikos Achnas    | 1                | 2                | 3                |  |  | Olympiakos Nicosia | Olympiakos Nicosia | 0            | 2            | 2          |  |  |             |             |        |  |
|  | Olympiakos Nicosia | Olympiakos Nicosia | 0                | 4                | 4                |  |  |                    |                    |              |              |            |  |  | AEK Larnaca | AEK Larnaca | 2      |  |
|  | Apollōn Limassol   | Apollōn Limassol   | 2                | 0                | 2                |  |  |                    |                    | AEL Limassol | AEL Limassol | 1          |  |  |             |             |        |  |
|  | AEL Limassol       | AEL Limassol       | 2                | 2                | 4                |  |  | AEL Limassol       | AEL Limassol       | 2            | 2            | 4          |  |  |             |             |        |  |
|  | Anorthōsis         | Anorthōsis         | 0                | 1                | 1                |  |  | APOEL              | APOEL              | 0            | 0            | 0          |  |  |             |             |        |  |
|  | APOEL              | APOEL              | 1                | 1                | 2                |  |  |                    |                    |              |              |            |  |  |             |             |        |  |